# 골!
골!(Goal!)은 영국의 2005년 스포츠 드라마 영화이다. 골! 시리즈의 삼부작중 첫 번째 작품이며, 축구 팀인 뉴캐슬 유나이티드 FC를 배경으로 하고 있다.

## 줄거리
주인공인 산티아고 뮤네즈는 어릴때 가족들과 함께 멕시코의 국경을 넘어 미국으로 잠입해 들어간다. 미국 국경을 넘을 때, 그가 가지고 있던 것은 축구공과 낡은 월드컵 사진이었다. 이후 닥치는 대로 일을 하면서 성장한 산티아고가 관심을 쏟는 유일한 대상은 축구였다. 그리고 그의 아버지에게 장차 유명한 축구 선수가 될 수 있을 거라고 확신을 시키는 것이였다. 마침내 그는 전직 축구 선수이자 스카우트 담당이었던 영국인 글렌 포이가 로스앤젤레스 지역 시합에서 산티아고를 발견하게 되었고, 산티아고를 캐스팅해, 영국 프리미어 리그 클럽 뉴캐슬 유나이티드에 소개하려 한다. 하지만 아버지는 가망성 없는 일이라 반대하며 트럭사업에 동참하라고 강요하고, 뮤네즈가 영국으로 날아가기 위해 모아둔 비행기 값도 몰래 훔쳐 트럭을 사는데 사용해버린다. 그러나 할머니 덕분에 비행기 값을 얻을 수 있었고, 영국에서 테스트를 받지만 많은 난관이 기다리고 있었다. 2군 경기에서 인상적인 활약으로 1군으로 승격되어 시합을 기다리는 도중, 아버지가 돌아가시고, 미국으로 돌아가려고 하지만 돌아가지 않는다. 그 후 팀의 챔피언스리그 진출 자격을 얻기 위해 혼신을 다하는 과정이 그려지고, 팀의 간호사 로즈와의 사랑도 꽃 피운다.

## 등장인물
- 쿠노 베커 - 산티아고 뮤네스 역
- 알레산드로 니볼라 - 개빈 해리스 역
- 스티븐 딜런 - 글렌 포이 역
- 애나 프리얼 - 로즈 하미슨 역
- 토니 플라나 - 산티아고 뮤네스 아빠 역

### 카메오
실제로 많은 축구 선수들이 카메오로 출연하였다.
| - 지네딘 지단 - 데이비드 베컴 - 라울 곤살레스 - 앨런 시어러 - 마틴 타일러 - 셰이 기븐 - 스벤예란 에릭손 - 리 보이어 - 저메인 제나스 - 키에론 다이어 - 타이터스 브램블 | - 토마스 라진스키 - 스티븐 카 - 장알랭 붐송 - 마이클 초프라 - 라파엘 베니테스 - 밀란 바로시 - 로랑 로베르 - 프랭크 램퍼드 - 조 콜 - 스티븐 제라드 | - 윌리암 갈라스 - 욘 아르네 리세 - 제이미 캐러거 - 이고르 비슈찬 - 데이브 휴스 - 파트릭 클라위버르트 - 지리 야로식 - 롭 리 - 폴 포그바 - 하워드 웹(심판) |

## 나라별 개봉일
- 이스라엘 2005년 9월 29일
- 영국,  덴마크,  에스토니아,  핀란드 2005년 9월 30일
- 헝가리,  싱가포르 2005년 10월 6일
- 라트비아,  스웨덴,  튀르키예 2005년 10월 7일
- 멕시코 2005년 10월 9일
- 프랑스 2005년 10월 12일
- 스위스 2005년 10월 13일 (독일어 버전)
- 스페인 2005년 10월 14일
- 스위스 (프랑스어 버전),  벨기에 2005년 10월 19일
- 네덜란드,  아르헨티나 2005년 10월 20일
- 스위스 (이탈리아어 버전),  이탈리아 2005년 10월 21일
- 독일 2005년 10월 27일
- 콜롬비아 2005년 10월 28일
- 필리핀 2005년 11월 2일
- 대한민국 2005년 11월 4일
- 오스트레일리아 2006년 2월 16일
- 일본 2006년 5월 27일
- 미국 2006년 8월 27일